# Michelle Gulyás
Pour les articles homonymes, voir Gulyás.

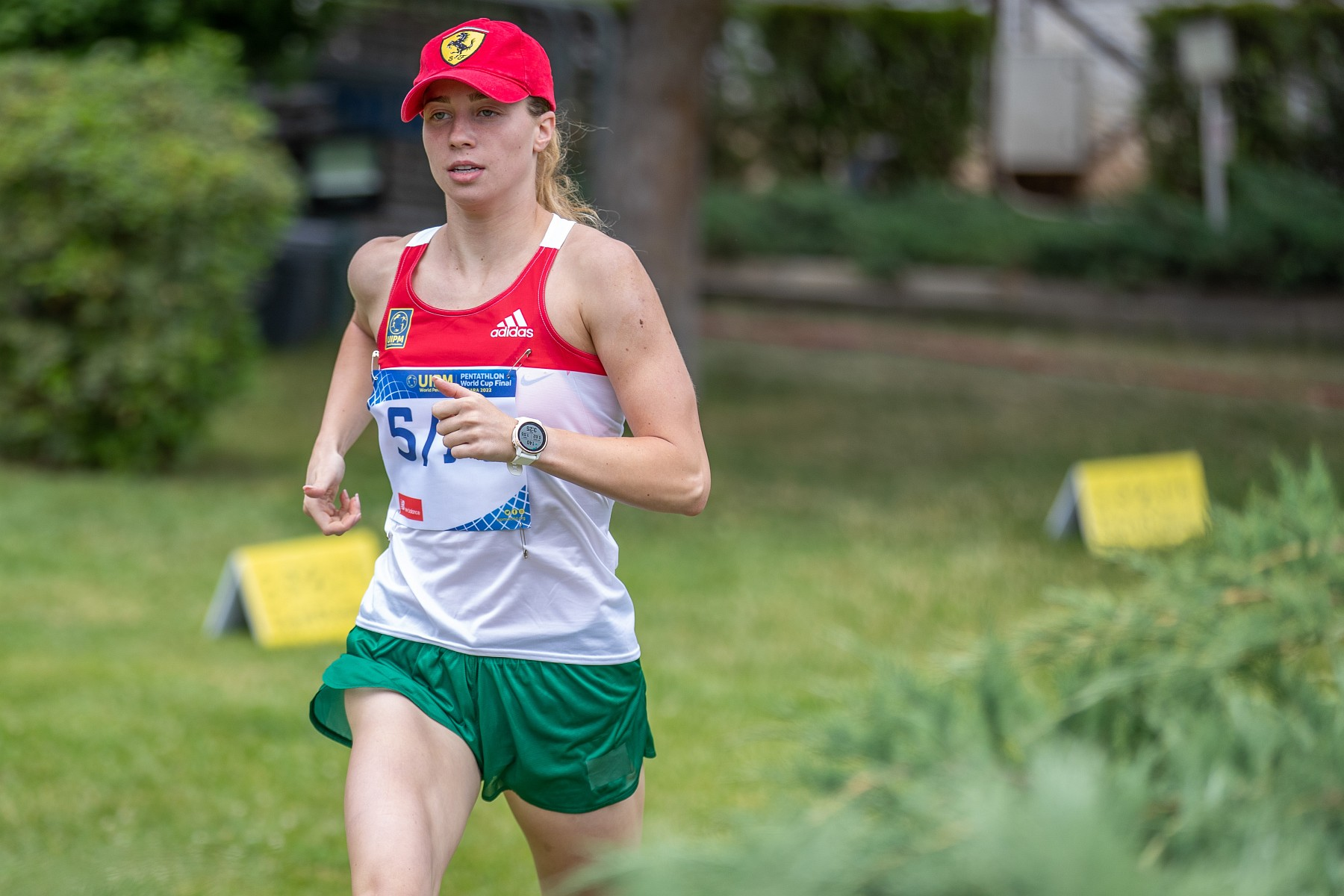

Michelle Gulyás, née le 24 octobre 2000 à Londres, est une pentathlonienne hongroise, championne olympique 2024. Diplômée de l'université nationale de la fonction publique hongroise, elle est lieutenant de police.

## Carrière sportive
Elle est médaillée d'argent en relais mixte avec Gergő Bruckmann aux championnats du monde 2018 à Mexico.
Elle est médaillée de bronze en individuel aux jeux olympiques de la jeunesse de 2018 à Buenos Aires.
Elle est médaillée d'argent par équipes, et médaillée de bronze en individuel aux championnats du monde de pentathlon moderne 2021 au Caire.
Elle est médaillée d'argent en individuel, et médaillée de bronze par équipes aux championnats du monde 2022 à Alexandrie.
La même année, elle est médaillée d'argent par équipes, et médaillée de bronze en individuel aux championnats d'Europe à Székesfehérvár.
Elle est médaillée de bronze par équipes aux jeux européens de 2023 à Cracovie.
La même année, elle est médaillée de bronze par équipes aux championnats du monde à Bath.
Aux jeux olympiques de 2024 à Paris, dans le parc du château de Versailles, elle décroche l'or, devant la Française Élodie Clouvel. A cette occasion, elle établit un nouveau record du monde avec le score de 1 461 points.